# Cuisery
Cuisery este o comună în departamentul Saône-et-Loire, Franța. În 2009 avea o populație de 1.641 de locuitori.

## Evoluția populației
| An        | 1975  | 1982  | 1990  | 1999  | 2006  | 2009  |
| --------- | ----- | ----- | ----- | ----- | ----- | ----- |
| Populație | 1.501 | 1.617 | 1.505 | 1.612 | 1.616 | 1.641 |

## Personalități născute aici
- Gaston Bussière (1862 - 1928), artist plastic.